# 8. šahovska olimpijada
8. šahovska olimpijada je potekala med 24. avgustom in 19. septembrom 1939 v buenosaireški Teatro Politeama (Argentina).
Nemčija je osvojila prvo mesto, Poljska drugo in Estonija tretje.
Sodelovalo je 133 šahistov v 27 reprezentancah; odigrali so 928 od 1012 načrtovanih partij. Načrtovanih je bilo 312 partij v predkolu in 700 partij v finalu, toda zaradi pričetka druge svetovne vojne niso odigrali vseh. Britanska reprezentanca je zaradi istega razloga zapustila turnir že po predkolu.

## Udeleženci
1. Anglija (Philip Stuart Milner-Barry,...)
2. Argentina (Jacobo Bolbochán, Isaías Pleci, Roberto Grau,...)
3. Bolgarija (Alexander Tsvetkov,...)
4. Bolivija (...)
5. Brazilija (Wálter Oswaldo Cruz, Adhemar da Silva Rocha,...)
6. Češkoslovaška (František Zíta, Jan Foltys, Karel Opočenský,...)
7. Čile (Enrique Reed Valenzuela, Rodrigo Flores Alvarez,...)
8. Danska (Jens Enevoldsen,...)
9. Ekvador (N. Ponce,...)
10. Estonija (Paul Keres, Ilmar Raud, Paul Felix Schmidt, Gunnar Friedemann, Johannes Türn)
11. Francija (Aleksander Aleksandrovič Aljehin,...)
12. Gvatemala (...)
13. Irska (...)
14. Islandija (...)
15. Palestina (Moshe Czerniak, Heinz Foerder, Victor Winz,...)
16. Kanada (Daniel Abraham Yanofsky,...)
17. Kuba (José Raúl Capablanca, Alberto López Arce,...)
18. Nemčija (Erich Eliskases, Paul Michel, Ludwig Engels, Albert Becker, Heinrich Reinhardt)
19. Latvija (Vladimirs Petrovs, Fricis Apšenieks, Lūcijs Endzelīns,...)
20. Litva (Vladas Mikėnas, Povilas Vaitonis, Markas Luckis,...)
21. Nizozemska (Lodewijk Prins, Theodore Van Scheltinga,...)
22. Norveška (Ernst Rojahn,...)
23. Paragvaj (...)
24. Peru (Alberto Ismodes Dulanto,...)
25. Poljska (Ksawery Tartakower, Mieczysław Najdorf, Paulin Frydman, Teodor Regedziński, Franciszek Sulik)
26. Švedska (Gideon Ståhlberg, Erik Lundin, Gösta Danielsson,...)
27. Urugvaj (...)

## Zanimivosti
- Dva igralca Janofsky (eden igral za Argentino in eden za Kanado) sta med turnirjem ugotovila, da sta brata. Oba sta bila ukrajinskega rodu in ločena v mladosti.